# سان-هيلير-دو-هاركويه
سان-هيلير-دو-هاركويه هي بلدية قديمة في إقليم المانش الواقع بمنطقة نورماندي شمالي فرنسا. دُمج بلدية سان-مارتين-دو-لانديل مع فاري عام 2016 لصتبح جزء من سان-هيلير-دو-هاركويه.
تقع على بعد حوالي 80 كيلومتر شرقي سان مالو ومسافة مماثلة شمال شرقي رين. البرج العائد للقرون الوسطى في وسط البلدة وهو آخر ما تبقى من الكنيسة القديمة يحوي على فريسكات بريشة الرسام مارث فلاندرين.

## الجغرافيا
تقع سان-هيلير-دو-هاركويه عند مقرن نهري سيلون وإيرون جنوب أفرونشان وتتقاطع مع ثلاثة مناطق: وهي نورماندي وبريتاني وبايي دو لا لوار. تقع قريتها على بعد 15 كم جنوب غرب مورتان، وعلى بعد 25 كم جنوب شرقي أفرانش، وعلى بعد 28 كم شمالي فوجيرس، و 38 كم غرب دومفرونت.

## توأمة
لسان-هيلير-دو-هاركويه اتفاقيات توأمة مع كل من:
- زيريك زي
- St Peter, Jersey [الإنجليزية]‏

## أعلام
- جان كلود بغت
- أرنود كورتيلي
- ميشيل أوبري